# Aglymbus pallidiventris
Aglymbus pallidiventris är en skalbaggsart som först beskrevs av Aubé 1838.  Aglymbus pallidiventris ingår i släktet Aglymbus och familjen dykare. Inga underarter finns listade i Catalogue of Life.